# Polygonum czukavinae
Polygonum czukavinae är en slideväxtart som beskrevs av Sojak. Polygonum czukavinae ingår i släktet trampörter, och familjen slideväxter. Inga underarter finns listade i Catalogue of Life.